# Seznam pěších pluků císařsko-habsburské armády
Seznam pěších pluků císařsko-habsburské armády je přehled všech pluků pěchoty habsburské císařské armády od počátku třicetileté války (1618) do konce první světové války (1918).

## Historie
Pluky (německy Regimenter) začaly vznikat na konci 16. století, přičemž nebyly vševojskové, ale dělily se na pěchotu (infantérii), dělostřelectvo (artilérii) a jízdu (kavalérii). Původně se pluky označovaly podle majitele (německy Regiments-Inhaber); číslo bylo přiřazeno zpětně a předtím se nepoužívalo. Majitel pluku byl původně i jeho velitel. Majitel pluku dostal od císaře najímací patent (německy Werbe-Patent), v němž bylo stanoveno území, kde smí verbovat. Majitel pluku byl jeho správcem i soudcem.
Název pluku bylo rodové jméno majitele. Pokud měl dva, rozlišovaly se starý (německy Alt-) a později založený nový (německy Neu-); pokud se majitelé jmenovali stejně, často se ten novější odlišil slovem mladý (německy Jung-). To však neplatilo pro domácí pluky – členů panovnického domu. U pluků císaře a následníka se používal pouze titul, u arcivévodů titul a křestní jméno. Stejně tak byl odlišný název, pokud byl od roku 1814 majitel cizí suverén. Majitelem se stával ze zdvořilosti, nikoliv za zásluhy, a mohl jako plukovník svého pluku nosit jeho uniformu. Jeho pluk nesl název státu, jemuž vládl.
Z třicetileté války pocházejí první pluky, které vydržely až do 20. století. Vůbec nejstarším rakouským plukem byl pozdější 4. kyrysnický pluk, založený v roce 1618, který byl v roce 1798 přečíslován na 8. Nejstarším pěším plukem byl pozdější 11. pěší pluk, který byl založen v roce 1621. Druhým nejstarším pěším byl pozdější 8. pěší pluk, založený v roce 1642.
Původní označení pro pěší lid (německy Fussvolk) bylo pluk přesouvající se pěšky (německy Regiment zu Fuß). Dne 11. března 1649 císař Ferdinand III. rozhodl, že císařská armáda zůstane i v době míru. Stálá armáda se skládala z 19 pluků: 9 pěších, 9 kyrysnických a 1 dragounského. V roce 1718 byl pěší lid přeznačen na pěchotu: pěší pluk (německy) Infanterie-Regiment). Po roce 1767 bylo nejčastější, že majitel pluku nebyl jeho velitelem. Tím byl jeho zástupce – podplukovník. V roce 1903 došlo ke změně německého pravopisu a místo pomlček začala být slova psána dohromady, např. místo německy Infanterie-Regiment se nově psalo německy Infanterieregiment.

### Očíslování pluků v roce 1769
Dne 15. srpna 1769, na den narození Napoleona, byly rakouské pluky očíslovány. Systém byl zvolen podle sestupného důstojenství majitele: první byly pluky arcidomu, stejné číslo získal u pěchoty i jízdy pluk, jehož majitelem byl císař Josef II. (pak Leopold II., František II.(I.), Ferdinand I. František Josef I.). Poté v číslování následovaly pluky arcivévodů, pak pluky majitelů z řad rakouské generality a jako poslední hraničářské pluky, tehdy bez majitele.
Majitelem posádkového pluku byla dvorní válečná rada. Proto dostaly číslo hned za domácími pluky, před pluky generality. Čísla pluků zůstala zachována až do roku 1918, některá i dále, i když se majitelé pluků měnili. Po roce 1825, zejména však od roku 1888, byli někteří majitelé pluku jmenováni na věčné časy (německy auf immerwährende Zeiten). Obvykle tyto historisující názvy neměly s historickým skutečným majitelem pluku nic společného. Císařská armáda byla posílena v různých válkách – hlavně proti Osmanské říši a Francii – nově postavenými pluky. Na tyto pluky neexistuje seznam s číselným označením, existuje pouze rok zřízení. 

## Císařské pěší pluky
Dodatečně byl do seznamu uveden rok založení. Tím se má zjednodušit srovnání. Pokud bylo v jednom roce založeno více pluků, je přidáno ještě další číslo, např. „1756 jako druhý“ = druhý císařský pluk, který byl založen v roce 1756. Pak následují jména majitelů pluků nebo jméno velitele. Použité znaky: „*“ = založení, „†“ = rozpuštění, „<“ = původ, „>“ = setrvání, „=“ = dvojitá funkce jako existující pluk říšského stavu.
Podle místa doplňování se lišily německé a uherské pluky. Výrazem toho byla odlišná uniforma.

### 1. pěší plukcísař
- založen v roce 1726 jako první
- německá uniforma (< nájemný pluk Leopold von Lotrinský)

majitelé pluku
- 1726 František I. Štěpán Lotrinský
- 1745 císař František I.
- 1765 císař Josef II.
- 1769 císař Leopold II
- 1792 císař František II.

### 2. pěší plukcísař Alexandr
- založen v roce 1741 jako druhý
- maďarská uniforma

majitelé pluku
- 1741 Ujvary
- 1749 Arcivévoda Karel Habsbursko-Lotrinský
- 1761 Arcivévoda Ferdinand Habsbursko-Lotrinský
- 1769 Arcivévoda Ferdinand

### 3. pěší plukarcivévoda Karel
- založen v roce 1726 jako druhý
- německá uniforma

majitelé pluku
- 1726 Ligneville
- 1734 Wuttgenau
- 1736 Pallavicini
- 1736 Karel Lotrinský
- 1780 Karel Toskánský
- 1790 Arcivévoda Karel

### 4. pěší plukněmecký velmistr
- založen v roce 1696 jako druhý
- německá uniforma

majitelé pluku
- 1696 Teutschmeister zu Fuß (Franz Ludwig von der Pfalz)
- 1717 Teutschmeister-pěšáci (Deutschmeister, název průběžně používaný)
- 1731 (Clemens August von Bayern)
- 1761 (Karel Alexandr Lotrinský)
- 1780 Maxmilián František Habsbursko-Lotrinský
- 1801 (Karel Ludvík Rakousko-Těšínský)
- 1805 (Antonín Viktor Habsbursko-Lotrinský)

### 5. pěší plukgarnisónní
- založen v roce 1766 jako druhý
- německá uniforma

majitelé pluku
- 1766 1. posádkový-pluk

### 6. pěší plukgarnisónní
- založen v roce 1767 jako první
- německá uniforma

majitelé pluku
- 1767 2. posádkový-pluk

### 7. pěší pluk
- založen v roce 1691 jako druhý
- německá uniforma

majitelé pluku
- 1691 Öttingen
- 1691 Pfeffershoven
- 1700 Eberhard Friedrich von Neipperg
- 1717 Wilhelm Reinhard von Neipperg
- 1774 Harrach
- 1783 Schröder

### 8. pěší pluk
- založen v roce 1642 jako osmý
- německá uniforma

majitelé pluku
- 22. listopadu 1642 Schifer
- 1646 Knöring
- 1647 Starhemberg
- 1661 Pio
- 1676 Arko
- 1679 Starhemberg
- 1689 Chizzola
- 1691 Lapaczek
- 1700 Niclas Palffy
- 1732 Hildburghausen
- 1787 Pallavincini
- 1801 Arcivévoda Ludvík

### 9. pěší plukhrabě Clerfayt
- založen v roce 1725 jako druhý
- německá uniforma (valonský)

majitelé pluku
- 1. srpna 1725 František Los Rios
- 1798 C. Clerfayt de C.
- 1802 Czartoryski

### 10. pěší pluk
- založen v roce 1715 jako první
- německá uniforma

majitelé pluku
- 14. října 1715 Jung-Württemberg
- 1734 Ludwig von Württemberg
- 1740 G. A. Lindemann
- 1760 Jung-Wolfenbüttel
- 1802 Ansbach

### 11. pěší pluk
- založen v roce 1629 jako sedmý
- německá uniforma

majitelé pluku
- 15. května 1629 jako Hardegg
- 1669 Knigge
- 1683 Metternich
- 1683 Metternich
- 1698 Haßlingen
- 1717 Wilcomb
- 1789? Haßlingen
- 1739 Franz Wallis
- 1774 Michael Johann von Wallis
- 1801 Rainer Josef Habsbursko-Lotrinský

### 12. pěší pluk
- založen v roce 1702 jako sedmý
- německá uniforma

majitelé pluku
- 23. června 1702 Holstein-Plön
- 1704 d'Arnaut
- 1728 Kettler
- 1734 Rumpf
- 1736 Wuttgenau
- 1737 Reitzenstein
- 1739 Botta
- 1775 Khevenhüller
- 1792 Mandfredini

### 13. pěší pluk
- založen v roce 1642 jako devátý pluk, trén
- německá uniforma

majitelé pluku
- 1651 Baden
- 1671 La Borda
- 1781 (1681?) Scherffenberg
- 1788 (1688?) Guido Starhemberg
- 1737 Moltke
- 1780 Zedwitz
- 1786 Reisky

### 14. pěší pluk
- založen v roce 1733 jako pátý
- německá uniforma

majitelé pluku
- 1733 Salm
- 1770 Ferraris
- 1775 Tillier
- 1786 Klebek

### 15. pěší pluk
- založen v roce 1716 jako první
- německá uniforma (z Osnabrück (Leibregiment) übernommen >)

majitelé pluku
- 12. června 1716 jako Pallavicini
- 1773 Fabris
- 1798? d'Alton
- 1797 Vilém Jiří Frederik Oranžsko-Nasavský
- 1801 Riese

### 16. pěší pluk
- založen v roce 1703 jako první
- německá uniforma

majitelé pluku
- 1703 Virmond
- 1722 Livingstein
- 1741 Jung-Königsegg
- 1751 Königsegg
- 1778 Tarzy
- 1802 arcivévoda Rudolf

### 17. pěší pluk
- založen v roce 1681 jako první
- německá uniforma

majitelé pluku
- 1681 Stadl
- 1694 Fürstenberg
- 1702 Longueval
- 1703 Württemberg
- 1716 Alexander Württemberg
- 1737 Kolowrat
- 1773 Koch
- 1781 Hohenlohe
- 1801 Reuss

### 18. pěší pluk
- založen v roce 1682 jako jedenáctý
- německá uniforma

majitelé pluku
- 1682–1698 Leopold Josef Lotrinský
- 1698–1705 Josef Lotrinský
- 1705–1706 Johann Adam sv. pán Wetzel
- 1706–1706 Johann Ernst Hoffmann von Eidlitz
- 1707–1714 Franz Xaver hrabě Sonnenberg a Heindl
- 1714–1716 Johann Damian sv. pán Sickingen
- 1716–1719 Johann Herrmann von Nesselrode
- 1719–1742 Friedrich Heinrich von Seckendorff
- 1742–1771 Ernst Dietrich Marschall von Burgholzhausen
- 1773–1791 Jakob Friedrich von Brinken
- 1791–1808 Patrik hrabě Stuart
- 1808–1809 Constantin D'Aspre
- 1809–1817 Jindřich XIII. Reuss z Greitz
- 1817–1821 bez majitele
- 1821–1840 Wenzel hrabě Vetter von Lilienberg
- 1840–1848 Maximilian Reising von Reisinger
- 1848–1892 Velkokníže ruský Konstantin
- 1893–1918 Arcivévoda Leopold Salvator

### 19. pěší pluk
- založen v roce 1734 jako šestý
- maďarská uniforma

majitelé pluku
- 1734 Leopold Pálffy
- 1773 d'Alton
- 1786 Allvintsy

### 20. pěší pluk
- založen v roce 1681 jako druhý
- německá uniforma

majitelé pluku
- 1681 Neuburg
- 1694 Thüngen
- 1710 Holstein
- 1718 Diesbach
- 1744 Alt-Colloredo
- 1785 Franz Wenzel von Kaunitz-Rietberg

### 21. pěší pluk
- založen v roce 1733 jako šestý
- německá uniforma

majitelé pluku
- 1733 Colmenero
- 1734 Schulenburg
- 1754 Arenberg
- 1778 Gemmingen

### 22. pěší plukhrabě Lacy
- založen v roce 1709 jako třetí
- německá uniforma

majitelé pluku
- 1709 Plischau
- 1718 Leimbruch
- 1723 Culmbach
- 1735 Suckow
- 1741 Roth
- 1748 Hagenbach
- 1757 Sprecher
- 1786 Lacy
- 1802 Fridrich Josias Sasko-Kobursko-Saalfeldský

### 23. pěší pluk
- založen v roce 1672 jako sedmý
- zanikl v roce 1809
- německá uniforma

majitelé pluku
- 1672 Wöpping
- 1674 Baden-Baden
- 1776 (1676?) Ludvík Vilém I. Bádenský
- 1701 Baden-Baden
- 1761 Baden-Baden
- 1771 Ried
- 1800 Toskánský
- 1803 Salcburk / Würzburg

### 24. pěší pluk
- založen v roce 1662 jako třetí
- německá uniforma

majitelé pluku
- 1662 Spieck
- 1665 Leslie
- 1675 Heinrich Franz von Mannsfeld
- 1702 Gehlen
- 1703 Max Starhemberg
- 1741 Emanuel Starhember
- 1771 Preiß
- 1801 Auersberg

### 25. pěší pluk
- založen v roce 1672 jako osmý
- německá uniforma

majitelé pluku
- 7. srpna 1672 Serenyi
- 1691 Amenzaga
- 1693 Bagni
- 1721 Langlet
- 1723 Luccini
- 1731 Wachtendonck
- 1741 Piccolomini
- 1757 Franz Ludwig von Thürheim
- 1783 Brechainville
- 1801 Spork

### 26. pěší pluk
- založen v roce 1724 jako druhý
- německá uniforma (z najmutého pluku Ansbach)

majitelé pluku
- 1727 Müfflingův
- 1737 Grünne
- 1751 Puebla
- 1776 Riese
- 1786 Allvinatay
- 1786 d'Alton
- 1790 Wilhelm Schröder
- 1803 Hohenlohe-Bartenstein

### 27. pěší pluk
- založen v roce 1682 jako dvanáctý
- německá uniforma

majitelé pluku
- 1682 Nigrelli
- 1703 Zum Jungen
- 1732 Max Hessen
- 1753 Baden-Durlach

### 28. pěší pluk
- založen v roce 1648 jako první
- německá uniforma

majitelé pluku
- 1698 Thürheimb
- 1713 Lancken
- 1716 Arenberg
- 1754 Scherzer
- 1756 Wied
- 1799 Frelich

### 29. pěší pluk
- založen v roce 1704 jako první
- německá uniforma

majitelé pluku
- 1704 Wendt
- 1709 Bevern
- 1736 Braunschweig-Wolfenbüttel
- 1740 Alt-Wolfenbüttel
- 1750 Ernst Gideon von Laudon
- 1791 Olivier Wallis
- 1803 Lindenau
- 1818 Vilém Nasavský
- 1844 Schmeling
- 1847 Karl von Schönhals

### 30. pěší pluk
- založen v roce 1725 jako třetí
- německá uniforma (z Pancalier, Lannoy a Gand)

majitelé pluku
- 1725 Prie
- 1753 Sachsen-Gotha
- 1771 de Ligne

### 31. pěší pluk
- založen v roce 1741 jako třetí
- maďarská uniforma

majitelé pluku
- 1741 Haller
- 1777 Anton Esterhazy
- 1780 Orosa
- 1792 Beaulieu
- 1794 Benjovazky

### 32. pěší pluk
- založen v roce 1741 jako čtvrtý
- maďarská uniforma

majitelé pluku
- 1741 Forgach
- 1773 Samuel Gyulay
- 1802 Esterhazy

### 33. pěší pluk

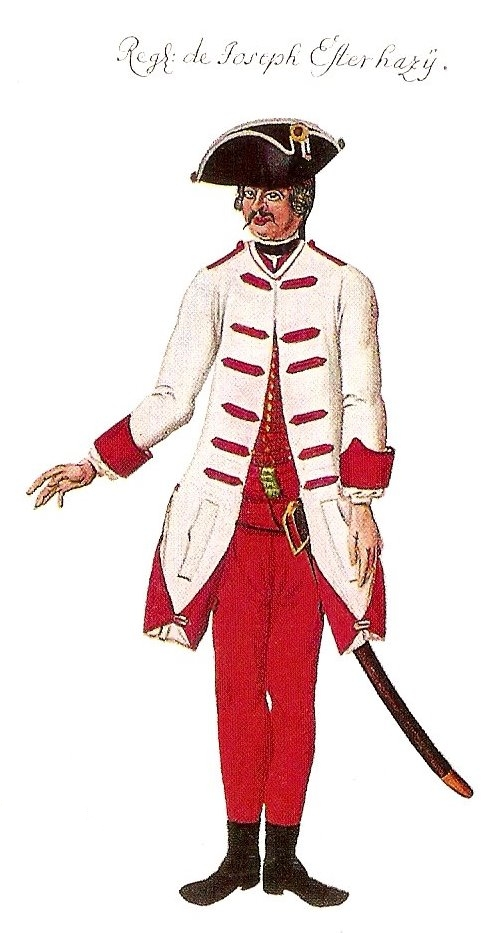
Uherský pluk Esterhazy (1769 No. 33) v roce 1762 – zeitgenössische Albertina-Handschrift, Heeresgeschichtliches Museum, Vídeň

- založen v roce 1741 jako pátý
- maďarská uniforma

majitelé pluku
- 1741 Andrassy
- 1753 Nikolaus Esterházy
- 1791 Sztaray

### 34. pěší pluk
- založen v roce 1733 jako desátý
- maďarská uniforma

majitelé pluku
- 1733 Vettes
- 1756 Batthyanyi
- 1780 Anton Esterhazy
- 1799 Kray
- 1804 Davidovich

### 35. pěší pluk
- založen v roce 1683 jako sedmý
- německá uniforma

majitelé pluku
- 1683 Württemberg
- 1685 Spinola
- 1686 Guido Starhemberg
- 1688 Archinto
- 1693 Gschwind
- 1721 Trautson
- 1730 Fürstenbusch
- 1739 Karel August Waldeck
- 1763 Macquire
- 1767 Darmstadt
- 1774 Olivier Wallis
- 1788 Brentano
- 1793 Wenckheim
- 1802 Modena
- 1803 Arcivévoda Maxmilián Josef Rakouský-Este

### 36. pěší pluk
- založen v roce 1683 jako osmý
- německá uniforma

majitelé pluku
- 1683 Leslie
- 1692 Liechtenstein
- 1704 Regal
- 1718 Jung-Wallis
- 1737 Browne
- 1757 Browne
- 1759 Tillier
- 1761 Ulrich Kinsky
- 1797 Fürstenberg
- 1801 Kolowrat

### 37. pěší pluk
- založen v roce 1741 jako šestý
- maďarská uniforma

majitelé pluku
- 1741 Jakols Szirmay
- 1744 Joseph Esterházy
- 1762 Siskovic
- 1784 de Vins
- 1803 Auffenberg

### 38. pěší pluk
- založen v roce 1725 jako čtvrtý

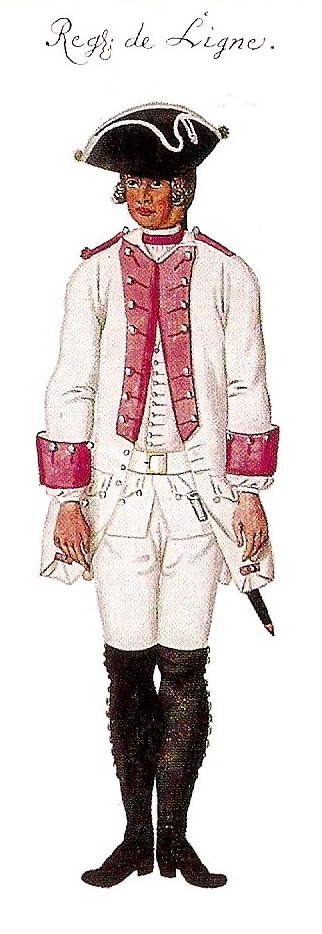
Voják 38. pluku v roce 1762

- německá uniforma (walonský) (z de Ligne a Maldeghemu)

majitelé pluku
- 1725 de Ligne
- 1766 Merode
- 1771 Franz Wenzel von Kaunitz-Rietberg
- 1785 Württemberg

### 39. pěší pluk
- založen v roce 1756 jako třetí
- maďarská uniforma

majitelé pluku
- 1756 Johann Palffy
- 1758 Preysach
- 1787 Nadasdy
- 1803 Duka

### 40. pěší pluk
- založen v roce 1733 jako sedmý
- německá uniforma

majitelé pluku
- 1733 Damnitzův
- 1754 Jung-Colloredo
- 1786–1808 Josef Antonín Mitrovský
- 1834–1850 Vincenc Josef von Koudelka
- 1895–1898 Eduard von Handel-Mazzetti
- 1898–1906 Vilém ze Schaumburg-Lippe
- 1906–1918 Arthur Pino von Friedenthal

### 41. pěší pluk
- založen v roce 1734 jako pátý
- německá uniforma (z nájemného pluku Bayreuth)

majitelé pluku
- 1734 Bayreutský
- 1765 Plunquet
- 1770 Fürstenberg
- 1777 Belgiojos
- 1778 Bender
- 1803 Württemberg
- 1805 Hildburghausen

### 42. pěší pluk
- založen v roce 1685 jako druhý
- německá uniforma (z nájemného pluku Würzburg)

majitelé pluku
- 1685 Thüngen
- 1694 Thavonat
- 1694 Guttenstein
- 1706 Wetzel
- 1715 Wetzel
- 1720 Bettendorf
- 1734 O'Nelly
- 1743 Gaisruck
- 1769 Gemmingen
- 1775 Mathesen
- 1793 Erbach

### 43. pěší pluk
- založen v roce 1715 jako druhý
- německá uniforma

majitelé pluku
- 1715 Jung-Wallis
- 1718 Geyer
- 1725 Erasmus Starhemberg
- 1730 Lochstädt
- 1732 Valparadiso
- 1734 Wuschlewitz
- 1737 Platz
- 1768 Buttler
- 1775 Thurn

### 44. pěší pluk
- založen v roce 1744 jako první
- německá uniforma (italský)

majitelé pluku
- 1744 Clerici
- 1769 Gaisruck
- 1778 Belgiojoso
- 1801 Bellegarde

### 45. pěší pluk
- založen v roce 1682 jako třináctý
- zanikl v roce 1809
- německá uniforma

majitelé pluku
- 1682 Joachim Sigmund Trauttmansdorf
- 1682 Karel Theodor Otto ze Salmu
- 1711 Jung-Daun
- 1741 Alt-Daun
- 1761 Vilém O'Kelly
- 1765 Bülow
- 1776 Franz von Lattermann

### 46. pěší pluk
- založen v roce 1745 jako druhý
- německá uniforma

majitelé pluku
- 1745 Tyrolský pozemní a polní pluk
- 1766 Migazzi
- 1786 Neugebauer

### 47. pěší pluk
- založen v roce 1682 jako čtrnáctý
- německá uniforma

majitelé pluku
- 1682 Wallis
- 1689 Jörger
- 1691 Öttingen
- 1692 Sapieha
- 1694 Solari
- 1704 Harrach
- 1664 (1764?) Bayreuth
- 1769 Elrichshausen
- 1779 František Kinsky
- 1805 Vogelsang

### 48. pěší pluk
- založen v roce 1721 jako druhý
- německá uniforma (italský)

majitelé pluku
- 1721 Alcaudete
- 1734 Vasquez
- 1755 Luzan
- 1765 Ried
- 1773 Caprata
- 1794 Schmidtfeld
- zrušen v roce 1795 pro nespolehlivost – byl doplňován v severní Itálii
- obnoven v roce 1798 jako  jako devátý
- maďarská uniforma

majitelé pluku
- 1798 Vucassovich

### 49. pěší pluk
- založen v roce 1724 jako první
- německá uniforma (z nájemného pluku Baden-Durlach)

majitelé pluku
- 1724 Walseggův
- 1743 Bärnklau
- 1747 Kheul
- 1758 Angern
- 1767 Pellegrini
- 1797 Kerpen

### 50. pěší pluk
- založen v roce 1629 jako osmý
- německá uniforma

majitelé pluku
- 1629 Max Waldstein
- 1635 Adelshofen
- 1639 Soye
- 1643 Henderson
- 1645 Souches
- 1691 Herberstein
- 1717 Waldstein
- 1728 Wurmbrandt
- 1749 Harsch
- 1760 Poniakowski
- 1773 Stain

### 51. pěší pluk
- založen v roce 1702 jako devátý
- maďarská uniforma

majitelé pluku
- 1702 Bagosy-Hajduci
- 1707 Gylay
- 1729 Franz Palffy
- 1735 Gyulay
- 1759 Gyulay
- 1788 Splenyi

### 52. pěší pluk
- založen v roce 1741 jako sedmý
- maďarská uniforma

majitelé pluku
- 1741 Bethlen
- 1763 Karolyi
- 1791 Arcivévoda Antonín Viktor Habsbursko-Lotrinský
- 1804 Arcivévoda František Karel

### 53. pěší pluk
- založen v roce 1756 jako čtvrtý
- maďarská uniforma

majitelé pluku
- 1756 Simbschen
- 1763 Beckh
- 1768 Johann Palffy
- 1791 Johann Jellacic

### 54. pěší pluk
- založen v roce 1661 jako druhý
- německá uniforma

majitelé pluku
- 1661 Sparr
- 1669 Ernst Rüdiger von Starhemberg
- 1679 Alt-Starhemberg
- 1701 Kriechbaum
- 1701 Wachtendonck
- 1720 Josef Lothar von Königsegg-Rothenfels
- 1751 Sincere
- 1769 Callenberg
- 1802 Morzin
- 1805 Froon

### 55. pěší pluk
- založen v roce 1742 jako třetí (valonský)

majitelé pluku
- 1742 1. nový valonský pluk pěšáci
- 1745 d'Arberg
- 1768 Murray
- 1803 Reuss

### 56. pěší pluk
- založen v roce 1684 jako čtvrtý
- německá uniforma

majitelé pluku
- 1684 Houchin
- 1699 Jung-Daun
- 1706 Daun
- 1711 Alt-Daun
- 1741 Mercy
- 1767 Nugent
- 1784 Wenzel Joseph von Colloredo-Mels und Wallsee

### 57. pěší plukprinc Sachsen-Coburg-Saalfeld
- založen v roce 1689 jako první
- německá uniforma

majitelé pluku
- 1689 Coburg
- 1699 Cratz
- 1704 Sickingen
- 1713 Wellenstein
- 1716 Browne
- 1731 O'Neill
- 1734 Thüngen
- 1745  Andlau
- 1769 Joseph Colloredo-Mels und Wallsee

### 58. pěší pluk
- založen v roce 1763 jako první
- německá uniforma (valonský) (z Francie)

majitelé pluku
- 1763 Vierset
- 1794 Beaulieu

### 59. pěší pluk
- založen v roce 1682 jako patnáctý
- německá uniforma

majitelé pluku
- 1682 Beckh
- 1693 Marsigli
- 1704 Tollet
- 1716 Ottokar Starhemberg
- 1731 Wenzel Wallis
- 1740 Leopold Daun
- 1766 Daun
- 1771 Langlois
- 1790 Jordis

### 60. pěší pluk

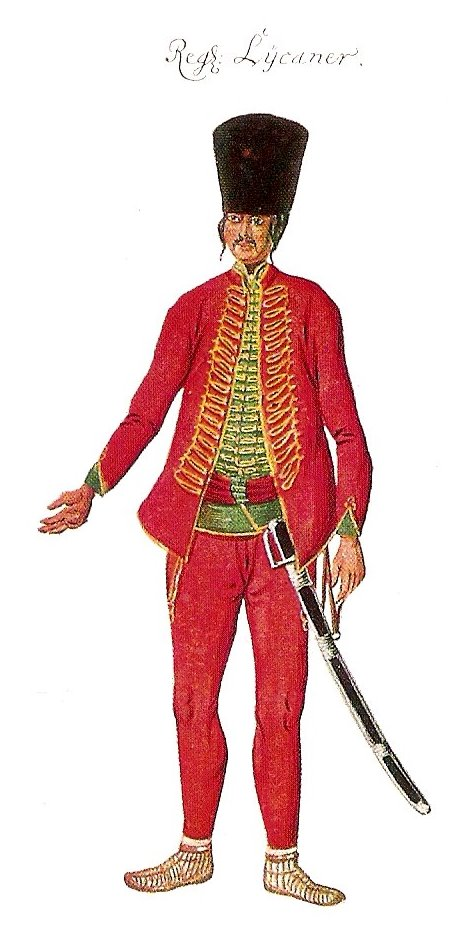
Hraniční pluk Lica (1769 No. 60) v roce 1762

- založen v roce 1746 jako druhý „hraničáři“ (Chorvatská vojenská hranice – Lika)

majitelé pluku
- 1746 Guicciardi Carlstädter-Liccanští hraničáři
- 1753 Scherzer
- 1754 Petazzi
- 1763 Liccaner Grenzer
- 1769 Liccanští hraniční-pěšáci č. 60
- 1798 Carlstädter Likaner hraniční pěší pluk č. 1
- přeznačen v roce 1798 jako desátý
- maďarská uniforma

majitelé pluku
- 1798 jako 2. nový uherský liniový pěší pluk
- 1798 Gyulay

### 61. pěší pluk
- založen v roce 1746 jako třetí „hraničáři“ (Chorvatská vojenská hranice – Otočac)

majitelé pluku
- 1746 Harberstein Carlstädter-Otocanští hraničáři
- 1763 Otocanští hraničáři
- 1769 Otocanský hraniční pěší pluk č. 61
- 1798 Carlstädter Otocanský hraniční pěší pluk č. 2
- přeznačen v roce 1798 jako jedenáctý
- maďarská uniforma

majitelé pluku
- 1798 jako 3. nový uherský liniový pěší pluk
- 1798 Saint Julien

### 62. pěší pluk
- založen v roce 1746 jako čtvrtý „hraničáři“ (Chorvatská vojenská hranice – Ogulin)

majitelé pluku
- 1746 Dillis Carlstädsko-Ogulinští hraničáři
- 1763 Ogulinští hraničáři
- 1769 Ogulinský hraniční pěší pluk č. 62
- 1798 Carlstädtský Ogulinský hraniční pěší pluk č. 3
- přeznačen v roce 1798 jako dvanáctý
- maďarská uniforma

majitelé pluku
- 1798 jako 4. nový uherský liniový pěší pluk
- 1798 Franz Jellacic

### 63. pěší pluk
- založen v roce 1746 jako pátý „hraničáři“ (Chorvatská vojenská hranice – Slunj)

majitelé pluku
- 1746 Petazzi Carlstädtsko-Szluinští hraničáři
- 1763 Szluinští hraničáři
- 1769 Szluinský hraniční pěší pluk č. 63
- 1798 Carlstädtsko Szluinský hraniční pěší pluk č. 4
- přeznačen v roce 1799 jako první
- německá uniforma (valonský)

majitelé pluku
- 1799 Arcivévoda Johann

### 64. pěší pluk
- založen v roce 1749 jako první „hraničáři“ (Chorvatská vojenská hranice – Križevci)

majitelé pluku
- 1749 Leylersberg Varaždinštír-Creutzer hraničáři
- 1763 Varaždinští Creutzer hraničáři
- 1769 Varaždinští Creutzer hraniční pěší pluk č. 64
- 1798 Varaždinští Creutzer hraniční pěší pluk č. 5
- přeznačen v roce 1799 jako druhý
- německá uniforma (italský)

majitelé pluku
- 1799 Brentano
- 1801 Mariassy

### 65. pěší pluk
- založen v roce 1749 jako druhý „hraničáři“ (Chorvatská vojenská hranice – Đurđevac)

majitelé pluku
- 1749 Kengyel Varaždinsko-St. Georgští hraničáři
- 1754 Guicciardi
- 1756 Varaždinsko St. Georgský hraniční pěšáci
- 1769 St. Georgští hraniční pěšáci č. 65
- 1798 Varaždinsko St. Georgský hraniční pěší pluk č. 6

### 66. pěší pluk
- založen v roce 1747 jako čtvrtý „hraničáři“ (Slavonská vojenská hranice  – Slavonski Brod)

majitelé pluku
- 1747 Slavonsko Brodští hraniční pěšáci
- 1769 Slavonsko Brodští hraniční-pěšáci č. 66
- 1798 Slavonsko Brodský hraniční pěší pluk č. 7

### 67. pěší pluk
- založen v roce 1747 jako pátý „hraničáři“ (Slavonská vojenská hranice – Nova Gradiška)

majitelé pluku
- 1747 Slavonsko Gradiští hraniční pěšáci
- 1769 Slavonsko Gradiští hraniční pěšáci č. 67
- 1798 Slavonsko Gradišský hraniční pěší pluk č. 8

### 68. pěší pluk
- založen v roce 1747 jako šestý „hraničáři“ (Slavonská vojenská hranice – Petrovaradin)

majitelé pluku
- 1747 Slavonski Petrovaradinští hraniční pěšáci
- 1769 Slavonski Petrovaradinští hraniční pěšáci č. 68
- 1798 Slavonski Petrovardinský hraniční pěší pluk č. 9

### 69. pěší pluk
- založen v roce 1750 jako druhý „hraničáři“ (Banátská vojenská hranice)

majitelé pluku
- 1750 1. Banátští hraniční pěšáci
- 1769 1. Banátští hraniční pěšáci č. 69
- 1798 1. Banátský hraniční pěší pluk č. 10

### 70. pěší pluk
- založen v roce 1750 jako třetí „hraničáři“ (Banátská vojenská hranice)

majitelé pluku
- 1750 2. Banátští hraniční pěšáci
- 1769 2. Banátští hraniční pěšáci č. 70
- 1798 2. Banátský hraniční pěší pluk č. 11

### 71. pěší pluk
- založen v roce 1765 jako první „hraničáři“ (Banátská vojenská hranice)

majitelé pluku
- 1765 Temešvárský kolonizační sbor
- 1769 Temešvárský pěší pluk č. 71
- 1775 německo-banátští hraniční pěšáci č. 71
- 1798 německo-banátští hraniční pěšáci č. 12

### 72. pěší pluk
- založen v roce 1766 jako první „hraničáři“ (Banátská vojenská hranice)

majitelé pluku
- 1766 Illyrsko-Banátští hraniční pěšáci
- 1769 Illyrsko-Banátský hraniční pěší pluk č. 72
- 1775 Walachisch-Illyrisches Grenz-Infanterie-Regiment Nr. 72
- 1798 Walachisch-Illyrische Grenz-Infanterie Nr. 13

### 73. pěší pluk
- založen v roce 1764 jako třetí „hraničáři“ (Sedmihradská vojenská hranice)

majitelé pluku
- 1750 1. Szeklerští hraniční pěšáci
- 1769 1. Szeklerští hraniční pěšáci č. 73
- 1798 1. Szeklerský hraniční pěší pluk č. 14

### 74. pěší pluk
- založen v roce 1764 jako čtvrtý „hraničáři“ (Sedmihradská vojenská hranice)

majitelé pluku
- 1750 2. Szeklerští hraniční pěšáci
- 1769 2. Szeklerští hraniční pěšáci č. 74
- 1798 2. Szeklerský hraniční pěší pluk č. 15

### 75. pěší pluk
- založen v roce 1764 jako pátý „hraničáři“ (Sedmihradská vojenská hranice)

majitelé pluku
- 1750 1. Walachen Grenz-Infanterie
- 1769 1. Walachen Grenz-Infanterie Nr. 75
- 1798 1. Walachen Grenz-Infanterieregiment Nr. 15

### 76. pěší pluk
- založen v roce 1764 jako šestý „hraničáři“ (Sedmihradská vojenská hranice)

majitelé pluku
- 1750 2. Walachen Grenz-Infanterie
- 1769 2. Walachen Grenz-Infanterie Nr. 75
- 1798 2. Walachen Grenz-Infanterieregiment Nr. 15 > pěší pluk č. 50